# 美國東岸

美國東岸有著許多不同的定義。以深蓝色表示的是拥有大西洋海岸线的州，用浅蓝色表示的是被视为东海岸的一部分但没有海岸线的州

美國東岸，或稱為大西洋海岸，是指美國最東部的海岸地區，東向面臨大西洋，北邊為加拿大，南邊為墨西哥灣。此區域通常包括以前北美十三殖民地的範圍，現在則由北到南包括緬因州、新罕布夏州、佛蒙特州、麻薩諸塞州、羅德島州 、紐約州、新澤西州、康乃狄克州、賓夕法尼亞州、德拉瓦州、馬里蘭州、維吉尼亞州、北卡羅萊納州、南卡羅萊納州、喬治亞州、以及佛羅里達州。此區域是全美國人口主要聚集的地區，也是工商業聚集之地，許多國際知名的大城市都位於此區域內，例如波士頓、紐約市、費城、华盛顿特区、亞特蘭大、巴爾的摩，以及邁阿密等城市。

## 定義
美國東岸以字面上的意義是指所有位於東海岸的州，但是在實際上的使用則大多數是指美國東北部地區，而東北部以南的地區則一般都被稱為美國南部，這個用法的原因主要是因為文化上的觀念，例如「I-95走廊」（I-95 Corridor）是指位於東北部的95號州際高速公路路段附近區域。更詳細的用法亦可以指由波士頓、紐約市、以及華盛頓特區所組成的一條有著高密度人口與商業經濟的波士頓-華盛頓城市帶，也稱為「東北走廊」。這個城市帶是只由延著東北海岸邊的城市所組成，所以並不包括較低度發展的紐約上州與賓州西部等地區。這兩個地區在許多方面其實與美國中西部更較為接近。